# Aslamdżon Azizow
Aslamdżon Azizow (tadż. Асламҷон Азизов; ur. 9 lutego 2001) – tadżycki zapaśnik walczący w stylu klasycznym. Zajął dwudzieste miejsce na mistrzostwach świata w 2023 roku. 
Dziewiąty na igrzyskach azjatyckich w 2022. Piąty na mistrzostwach Azji w 2020. Brązowy medalista igrzysk solidarności islamskiej w 2021. 
Drugi na mistrzostwach Azji U-23 w 2022. Trzeci na mistrzostwach Azji kadetów w 2018 roku.